# Улитин, Иван Семёнович
Иван Семёнович Улитин (1923—1944) — военный лётчик, заместитель командира эскадрильи 116-го истребительного авиационного полка 295-й истребительной авиационной дивизии 9-го смешанного авиационного корпуса 17-й воздушной армии 3-го Украинского фронта, старший лейтенант. Герой Советского Союза.

## Биография
Родился 30 декабря 1923 года в деревне Ясенки (ныне — в Щёкинском районе Тульской области) в крестьянской семье. Русский. Окончил Тульский железнодорожный техникум и аэроклуб.
В РККА с 1940 года. В 1940 году поступил и в 1941 году окончил Зерноградскую военную школу пилотов. По окончании школы был оставлен в ней лётчиком-инструктором. С января 1943 года в составе действующей армии, направлен в 116-й истребительный авиационный полк. В полку продолжил совершенствование своих боевых навыков под руководством известного аса Николая Фёдоровича Краснова. К ноябрю 1943 года заместитель командира эскадрильи 116-го истребительного авиационного полка (295-я истребительная авиационная дивизия, 9-й смешанный авиационный корпус, 17-я воздушная армия, 3-й Украинский фронт) лейтенант И. С. Улитин совершил 202 боевых вылета на истребителе Ла-5, провёл 64 воздушных боя, лично сбил 14 самолётов противника.
Указом Президиума Верховного Совета СССР «О присвоении звания Героя Советского Союза офицерскому составу военно-воздушных сил Красной Армии» от 4 февраля 1944 года за «образцовое выполнение боевых заданий командования на фронте борьбы с немецкими захватчиками и проявленные при этом отвагу и геройство» удостоен звания Героя Советского Союза с вручением ордена Ленина и медали «Золотая Звезда» (№ 3221).
20 мая 1944 года, патрулируя в районе Одессы, вступил в бой с группой вражеских самолётов, пытавшихся штурмовать транспортную колонну. Пройдя сквозь боевые порядки немцев, сбил ведущего группы, сам был подбит. На горящей машине протаранил вражеский Ме-109 и погиб при столкновении со своим ведомым.
Похоронен на аллее Славы в Одессе.
К моменту гибели совершил 336 боевых вылетов, провёл более 70 воздушных боёв, сбил 19 самолётов противника (все победы одержал лично).

## Награды
- Медаль «Золотая Звезда»;
- орден Ленина;
- два ордена Отечественной войны 1-й степени;
- орден Красной Звезды.

## Память
- Имя И. С. Улитина носит проспект в посёлке Первомайском (близ его родины), где установлена мемориальная доска.
- Именем Героя названы улицы в Киеве и Одессе.
- В Туле на памятнике Героям-землякам высечено его имя.